# Reggenza di Batubara
La reggenza di Batubara (in indonesiano: Kabupaten Batubara) è una reggenza dell'Indonesia, situata nella provincia di Sumatra Settentrionale.